# Weatherford (Teksas)
Weatherford – miasto w Stanach Zjednoczonych, w stanie Teksas. Siedziba administracyjna hrabstwa Parker. Według danych z 2023 roku liczy 38,1 tys. mieszkańców. Jest jednym z najdalej wysuniętych na zachód przedmieść obszaru metropolitalnego Dallas.
Znane jako „światowa stolica koni wyścigowych”. Działalność gospodarcza miasta, chociaż zasadniczo rolnicza, obejmuje produkcję sprzętu naftowego i elektronicznego, mebli oraz wyrobów gumowych i plastikowych. Miasto uznane jest przez władze Teksasu za „stolicę brzoskwiń Teksasu”, a miasto ma swój coroczny festiwal brzoskwiń. 
W mieście znajduje się mnóstwo zabytkowych domów, m.in. w stylu wiktoriańskim. Dorastał tutaj i silnie był związany z miastem, amerykański polityk – Jim Wright.

## Demografia
W latach 2010–2023 populacja miasta wzrosła o 51%. Ponad 3/4 mieszkańców stanowią białe społeczności nielatynoskie (gł. pochodzenia angielskiego, niemieckiego, irlandzkiego i innego brytyjskiego), 11,5% to Meksykanie i 2,8% to Afroamerykanie.  